# William Flank Perry
William Flank Perry (12 mars 1823 – 18 décembre 1901) est un brigadier général de l'armée des États confédérés au cours de la guerre de Sécession. Avant la guerre, il est enseignant autodidacte et avocat, mais n'a jamais pratiqué le droit. Perry est élu premier surintendant de l'instruction publique de l'Alabama et est réélu deux fois. Il est président de l'East Alabama Female College à Tuskegee, en Alabama, entre 1858 et 1862. Il rejoint le 44th Alabama Infantry, comme simple soldat, mais est rapidement promu commandant et colonel. Après avoir exercé au commandement d'une brigade pendant près de neuf mois en 1864 et au début de 1865, Perry est promu brigadier général à l'approche de la fin de la guerre. Après son retour en Alabama et avoir travaillé comme planteur pendant deux ans, il s'installe au Kentucky, où il reprend l'enseignement. Pendant de nombreuses années, il est professeur d'anglais et de philosophie à l'Ogden College, à Bowling Green, au Kentucky.

## Avant la guerre
William F. Perry naît le 12 mars 1823 dans le comté de Jackson, en Géorgie,,,,,. Perry déménage avec sa famille dans le comté de Chambers, en Alabama, en 1833. Perry a peu ou pas d'éducation formelle, mais il apprend suffisamment en autodidacte pour devenir un enseignant de 1848 à 1853, et un avocat en 1854, bien qu'il n'ait jamais pratiqué le droit.
Perry est élu et deux fois réélu en tant que premier surintendant d'Alabama de l'instruction publique et sert entre 1854 et 1858. Il démissionne ensuite pour devenir président de l'East Alabama Female College, à Tuskegee, et le renomme ensuite Tuskegee Female College, et est maintenant le Huntingdon College.

## Guerre de Sécession
Le 6 mai 1862, Perry s'enrôle comme soldat dans le 44th Alabama Infantry. Dix jours plus tard, il est nommé commandant du régiment. Le régiment du Perry sert dans l'armée de Virginie du Nord, sous le commandement du général Robert E. Lee. Le 1er septembre 1862, Perry est promu lieutenant-colonel du régiment et, plus tard, au cours du même mois, le 17 septembre 1862, après la bataille d'Antietam, il est promu colonel.
Perry est blessé par un éclat d'obus qui explose près de sa tête pendant qu'il mène le 44th Alabama Infantry lors de l'attaque général de la division du major général John Bell Hood sur le flanc gauche de la ligne de l'armée de l'Union sur Cemetery Hill et Little Round Top, près de la zone de rochers connu comme Devil's Den, le deuxième jour de la bataille de Gettysburg. Le commandant de brigade de Perry, le brigadier général Evander M. Law, ordonne à sa brigade, y compris le 44th Alabama Infantry de Perry, pour soutenir l'attaque de la brigade du brigadier général Jerome B. Robertson en le déplaçant sur Plum Rum vers Devil's Den. Alors qu'ils approchent de cet objectif, Law ordonne à Perry de s'emparer de quatre canons sur la pente derrière Devil's Den dans le cadre de l'assaut. Le régiment de Perry est stoppé à environ 50 mètres de Devil's Den quand Perry est blessé. Comme Perry exprime sa préoccupation au sujet de l'artillerie à proximité au commandant Cary de son régiment, un obus tombe près de la tête de Perry, le blessant. Après que les régiments de Géorgie de la brigade du brigadier général Henry Benning ont avancé en appui du 44th Alabama Infantry et du 48th Alabama Infantry, les confédérés délogent la batterie du 4th New York Artillery sous les ordres du capitaine James E. Smith et prennent finalement le contrôle de Devil's Den et des bois à proximité. Le 44th Alabama Infantry tient la zone de cette région, tandis que les autres régiments des brigades de Law et de Robertson montent en vain à l'assaut de Little Round Top.
Entre le 19 décembre 1863 et avril 1864 et entre le 3 juin 1864 et le 9 août 1865, Perry commande l'ancienne brigade d'Evander M. Law. Au cours de la première période, la brigade est dans la division du lieutenant général John Bell Hood dans le département de l'Est du Tennessee, pendant qu'elle est détachée en service sur le théâtre occidental avec le corps du lieutenant général James Longstreet. Lors de la deuxième période, à la suite de la bataille de Cold Harbor, la brigade est dans la division du major général Charles W. Field du premier corps de l'armée de Virginie du Nord. Perry est de nouveau blessé quand il a chute dans un trou lors de la seconde bataille de Deep Bottom, à New Market Heights, en Virginie, en août 1864. Longstreet et d'autres officiers de haut rang plaide à plusieurs reprises pour une promotion de Perry, mais Perry n'est pas promu brigadier général avant le 21 février 1865. Perry est libéré sur parole à Appomattox Court House, en Virginie, le 9 avril 1865.

## Après la guerre
Perry devient un planteur en Alabama pendant deux années après la guerre. Ensuite, il déménage au Kentucky où il reprend sa carrière d'enseignant. Il est professeur d'anglais et de philosophie à l'Ogden College à Bowling Green pendant de nombreuses années après la création de l'université en 1877. William F. Perry décède le 18 décembre 1901, à Bowling Green, au Kentucky. Il est enterré dans le cimetière de Fairview à Bowling Green. Après sa mort, Perry est honoré par ses élèves, qui place le monument William F. Perry, une immense pierre tombale, sur sa tombe.